# USS Intrepid (Star Trek)
Nell'universo fantascientifico di Star Trek si annoverano quattro navi stellari nella Flotta Stellare a portare il nome Intrepid. C'è stata una nave chiamata Intrepid anche nella primordiale flotta stellare terrestre (UESPA) negli anni cinquanta del XXII secolo.

## USSIntrepidNCC-1831
La USS Intrepid NCC-1831 era un vascello con un equipaggio interamente vulcaniano di circa 430 persone.
Nel 2267, l'Intrepid era sotto riparazioni presso la Base Stellare 11. Il comandante della base, il commodoro Stone, posticipò i lavori sull'Intrepid per dare precedenza alla USS Enterprise del Capitano James Kirk (data stellare 2947.3), rimasta danneggiata in una tempesta ionica (TOS: Corte marziale).
Nel 2268 l'Intrepid lavorava in congiunzione con la Base Stellare 6 per investigare sulla perdita di contatti con il sistema solare Gamma 7A, nel Settore 39J. Durante l'attraversata di questo settore di spazio, l'Intrepid incontrò una sconosciuta zona oscura che distrusse la nave, uccidendo l'intero equipaggio.
In data stellare 4307.1, la Base Stellare 6 perse i contatti con l'Intrepid, ordinando alla USS Enterprise di investigare sul fato della nave. Lungo la rotta, il comandante Spock riuscì a percepire telepaticamente la morte dei 400 Vulcaniani dell'equipaggio (TOS: La galassia in pericolo).

## USSIntrepid(2280 circa)
Seconda nave della Flotta Stellare a portare il nome, questa USS Intrepid era attraccata al bacino spaziale terrestre nel 2286 quando una sonda aliena disattivò l'energia della stazione (Star Trek IV: Rotta verso la Terra).

## USSIntrepidNCC-38907
La USS Intrepid NCC-38907 era una nave di classe Excelsior sotto il comando del capitano Drew Deighan. L'Intrepid fu la prima nave a rispondere al segnale di soccorso lanciato dall'avamposto klingon di Khitomer, attaccato dai Romulani nel 2346 (TNG: I peccati del padre; La via di Klingon - prima e seconda parte).
Sergey Rozhenko, ufficiale specialista nel campo di curvatura a bordo dell'Intrepid, adottò un giovane bambino klingon, Worf, ritrovato fra le macerie dopo l'attacco (TNG: Famiglie).

## USSIntrepidNCC-74600
La USS Intrepid NCC-74600 è stato il prototipo della Flotta Stellare per l'omonima classe di navi stellari introdotta alla fine degli anni sessanta del XXIV secolo.
Il comandante Donald Kaplan, ingegnere capo della nave, ha ingaggiato diverse gare sull'efficienza di conversione dell'energia con Geordi La Forge, l'ingegnere capo dell'Enterprise D (TNG: Inquinamento spaziale).
Nel 2375 l'Intrepid era assegnata ad una missione di tre anni di pattugliamento della Zona Neutrale romulana. Il comandante Chakotay della USS Voyager si finse come capitano Jason Hayek dell'Intrepid in data stellare 52136, quando era infiltrato in una simulazione del quartier generale della Flotta Stellare creata dalla Specie 8472 (VOY: La teoria di Shaw).
Nel 2379 l'Intrepid faceva parte del gruppo di battaglia Omega nel settore 1045, con l'incarico di fronteggiare un possibile attacco da parte della Scimitar di Shinzon (Star Trek: La nemesi).

## USSIntrepidNCC-79520
Di classe Duderstadt, questo vascello compare nella terza stagione di Star Trek: Picard, ambientata nel 2401.